# Горканы
Горканы (укр. Гіркани) — село в Рава-Русской городской общине Львовского района Львовской области Украины.
Население по переписи 2001 года составляло 352 человека. Занимает площадь 15,2 км². Почтовый индекс — 80320. Телефонный код — 3252.